# Раздрто (Постойна)
Раздрто (словен. Razdrto) — поселення в общині Постойна, Регіон Нотрансько-крашка, Словенія. Висота над рівнем моря: 573,9 м.